# Diomys crumpi
Diomys crumpi és una espècie de mamífer rosegador de la família dels múrids. Viu a altituds d'entre 1.000 i 2.000 msnm a l'Índia, Myanmar i el Nepal. El seu hàbitat natural són els boscos de diferents tipus. Es desconeix si hi ha cap amenaça significativa per a la supervivència d'aquesta espècie. Aquest tàxon fou anomenat en honor del col·leccionista de mamífers C. A. Crump.